# خوجة مصطفى باشا
خوجة مصطفى باشا (توفي عام 1512) هو الصدر الاعظم الواحد والعشريين للدولة العثمانية، والثالث في عهد بايزيد الثاني، دامت ولايته سنة تقريبا ما بين 1511 إلى 1512. وهو يوناني الاصل ولم يخضع لنظام دوشيرمة.

## الحياة
بدأ مسيرته كحارس لبوابات قصر توبكابي (كابيجي باشا): في هذا المنصب كان يعمل كرئيس للتشريفات في حفلات استقبال السفراء الأجانب. عين بمنصب الصدر الاعظم قرب نهاية عهد بايزيد الثاني، تم إعدامه في عام 1512. في إسطنبول قام بتحويل اثنين من الكنائس البيزنطية القديمة إلى مساجد وسميت على اسمه: مسجد كوجا مصطفى باشا ومسجد مصطفى باشا العتيق.